# Bathmocercus rufus
Bathmocercus rufus là một loài chim trong họ Cisticolidae.